# タイガー・バレット
『タイガー・バレット』（原題：Baaghi 2）は、2018年に公開されたインドのアクション・スリラー映画。アフメド・カーンが監督を務め、タイガー・シュロフ、ディシャ・パタニが出演している。2016年公開の『Baaghi』の続編であり、同年公開の『Kshanam』のリメイクでもある。

## あらすじ
インド陸軍特殊部隊に所属するロニーは、大学時代の恋人ネーハから4年振りの連絡を受け取り、彼女に会うためゴア州に向かう。そこでロニーは、2か月前にネーハの娘リアが自動車ごと誘拐されたことを聞かされ、リアを捜して欲しいと頼まれる。ロニーは自動車屋ウスマーンから車を借り、ネーハと共に捜索願を出している警察署に向かうが、担当のクーテ警部は捜索の打ち切りをネーハに迫る。その際、クーテが彼女の身体に触れようとしたことに激怒したロニーは彼を殴り、警察署内で警官たちを相手に暴れ回り逮捕されてしまう。ロニーはクーテから拷問を受けるが、上官ランジート大佐の友人であるシェルギル副総監によって釈放される。釈放後、ロニーはネーハの元に向かうが、彼女の夫シェーカルの弟で薬物中毒者のサニーが現れたため、話を聞く前に部屋から追い出されてしまう。
ロニーはリアを見付けるため彼女が通う予定になっていた幼稚園や周辺住民に聞き込みを行うが、全員から「ネーハに子供はいない」と返答されてしまう。ロニーは新聞にリアの写真を掲載して情報を集めるが、彼の元にはリアの父親を名乗る男が現れ、リアとされる少女は自分の娘だと告げる。シェーカルからも子供はいないことを告げられ、「ネーハは強盗被害を受けたショックでPTSDに罹り、娘がいると思い込んでいる」と真相を告げられる。さらに、誘拐現場周辺の屋敷にある監視カメラの映像からも、ネーハの車に子供が乗っていないことが確認された。ロニーはネーハに「リアは存在しない」と告げ立ち去ろうとするが、部屋の壁にリアの身長を書き込んだ形跡を発見してネーハに事実を確認しようとする。しかし、絶望したネーハはベランダから飛び降り自殺してしまう。彼女の自殺を捜査するローハ警視監は、ネーハの携帯通話記録からロニーに疑いをかけ彼を捜索する。
ネーハを喪い消沈するロニーの元にウスマーンが現れ、リアの行方を知らされる。彼は麻薬の売人としてサニーと取引しており、その際にリアをアジトで見かけたと聞かされる。サニーを見付けたロニーは彼を追跡するが、駆け付けたローハに逮捕されてしまう。ロニーは真実を訴えるが、サニーはシェルギルからの尋問の最中に銃を抜いたため射殺され、ウスマーンも口封じのために殺されてしまう。ウスマーンを殺した男から、事件の黒幕がシェルギルであることを聞き出したロニーは、彼のアジトに単身乗り込み手下たちを全滅させる。シェルギルはロニーに重傷を負わせ、リアを誘拐させたのはシェーカルであること、その事実を利用して彼を脅迫し、麻薬の密輸に彼の所有する船舶を使おうとしていることを告げる。ロニーはシェルギルを殺そうとするが、彼は駆け付けたローハに殺され、ロニーはランジートに保護され、リアも救出される。ローハは逮捕したシェーカルを尋問し、リアが彼の娘ではないことを聞かされる。ロニーはリアが自分とネーハの間に生まれた子供だと気付き、リアを引き取り2人で暮らし始める。

## キャスト
- ランヴィール・"ロニー"・プラタープ・シン大尉 - タイガー・シュロフ
- ネーハ・サルガオンカル - ディシャ・パタニ
- アジャイ・シェルギル副総監 - マノージュ・バージペーイー
- ローハ・シング・ドゥル警視監 - ランディープ・フーダー
- シェーカル・サルガオンカル - ダルシャン・クマール
- ウスマーン・ラングダ - ディーパク・ドブリヤル
- ランジート・シン・ワリア大佐 - シャウリャ・バルドワジ
- サニー・サルガオンカル - プラティーク・バッバル
- ネーハの父 - ヴィピン・シャルマ（英語版）
- クーテ警部 - スニット・モラルジー
- モヒニ - ジャクリーン・フェルナンデス（アイテム・ナンバー）[7][8][9]
- リア・サルガオンカル - アッラヴヤ・シャルマ

## 製作
2017年5月1日、タイガー・シュロフは自身のTwitterに映画のポスターを投稿した。当初、女性の主要キャストにはジャクリーン・フェルナンデスとクリティ・サノンが検討されていた。しかし、2017年6月にシュロフとのスクリーンテストを経てディシャ・パタニが主要キャストに起用された。シュロフは香港でアクション監督のチン・シウトンから格闘技のトレーニング、パタニはアクロバットのトレーニングをそれぞれ受けた。7月にプラティーク・バッバルが悪役に起用された。
2017年8月8日から主要撮影が始まった。最初にムンバイのセットで歌のシーンを撮影し、終了後にプネーの大学キャンパスで撮影が行われた。この他にマナリ、ゴア州、ラダック、中華人民共和国、タイ王国でも撮影が行われた。

## 公開
2018年2月21日に予告編が公開され、3月30日にインド3500スクリーン、海外625スクリーンで映画が公開された。

## 評価

### 興行収入
公開初日に2億5100万ルピーの収益を上げ、過去15か月間で『タイガー 甦る伝説のスパイ』『Golmaal Again』に次ぐ3番目のオープニング成績となり、アクション映画としては7番目の記録となった。公開2日目には前日比20%減の2億400万ルピーの興行収入を記録し、2週間後には国内興行収入19億320万ルピーを記録した。海外市場では2週間で4億1760万ルピーの興行収入を記録した。

### 批評
Rotten Tomatoesでは7件のレビューが寄せられ支持率29%、平均評価4/10となっている。
ラジーヴ・マサンドは2/5の星を与え、「映画製作者たちがアイディアのポテンシャルを浪費していることを想うと、『タイガー・バレット』に不満以外の感情を感じることはできない。2016年のヒット作『Kshanam』のリメイクは欠陥のある脚本によってダウンし、率直に言えばアフメド・カーンはミス・ディレクションだった」と批評している。ヒンドゥスタン・タイムズのロヒット・ヴァスは1/5の星を与え、「それは何をしたいのか分からない酷い脚本です。『ランボー』のトレースを追いかけ『Dum Maaro Dum』のバトンを取るところまで全てのトリックを試し、脚本はそれを悪化させた」と批評している。
インディアン・エクスプレスのシューブラ・グプタは2.5/5の星を与え、「脚本を探し求めるフル・マサラ映画の問題は、上映方法によって明らかです。その骨格はテルグ・スリラー『Kshanam』からの借り物ですが、中身はボリウッドです」と批評している。ザ・タイムズ・オブ・インディアのラチット・グプタは2.5/5の星を与え、「アクションシークエンスは滑らかに見えるが、完全に不必要で過大過ぎるように感じられる。アクションとスタントでストーリーを印象付けようとする試みが上手くいっていないことは残念だ」と批評している。ニューデリー・テレビジョンのサイバル・チャテルジーは2/5の星を与え、「『タイガー・バレット』は純粋な映画というよりも2時間30分にわたるスタントショーです。心と精神のどちらも上腕二頭筋や鉄拳の攻撃から生き残る術はありません」と批評している。

## 続編
2018年2月19日、『Baaghi 3』の製作が発表された。監督のカーン、プロデューサーのナディアドワーラー、主演のシュロフは続投し、同年12月から撮影が開始される。